# Hugo Rüster
Carl Wilhelm Hugo Rüster (Berlino, 15 gennaio 1872 – 3 aprile 1962) è stato un canottiere tedesco.
Partecipò ai Giochi della II Olimpiade che si svolsero a Parigi nel 1900. Con la sua squadra, il Favorite Hammonia, prese parte alla gara di quattro con, dove vinse la medaglia di bronzo nella finale A.

## Palmarès
| Anno | Manifestazione | Sede   | Evento      | Risultato |
| ---- | -------------- | ------ | ----------- | --------- |
| 1900 | Olimpiadi      | Parigi | Quattro con | Bronzo    |